# 阿富汗解放组织
阿富汗解放组织（波斯語：‎，羅馬化：Sazman-i Rihayi Afghanistan）是阿富汗的一个毛派组织。该组织于1973年由法伊兹·艾哈迈德等人建立，阿富汗解放组织是从永恒火焰运动中产生的组织之一，源于进步青年组织的内部派别，初名阿富汗人民革命团体（‎），1980年，改用现名。
1979年8月5日，该组织与其他伊斯兰主义团体在喀布尔和其他城市发动叛乱，这被称为巴拉·希萨尔起义。起义被镇压，数十名成员被杀、被逮捕。
该组织曾积极参与反对苏联的战争及其扶植的阿富汗人民民主党政权。后又决定开展反对美国军事占领的活动。